# Pterobryon cymbifolium
Pterobryon cymbifolium là một loài rêu trong họ Pterobryaceae. Loài này được (Sull.) Mitt. mô tả khoa học đầu tiên năm 1864.